# 环丙西泮
环丙西泮（英语：Cyprazepam）是一种镇静催眠苯二氮䓬衍生物药物。它具有抗焦虑特性，并且可能还具有催眠、骨骼肌松弛、抗惊厥和遗忘特性。

## 合成
苯二氮䓬类药物中的内酰胺部分对亲核试剂具有活性，并且利用这一事实制备了许多类似物。

环丙西泮合成

例如，将地莫西泮与N-环丙基甲胺加热会形成脒，即次要镇静剂环丙西泮。